# بیمارستان رستمانی
 بیمارستان گاو بندی با نام جدید 'بیمارستان رُستَمانی واقع در بخش مرکزی شهرستان گاوبندی ('پارسیان) در استان هرمزگان واقع در جنوب کشور ایران است. این بیمارستان در شهر گاوبندی واقع شده و بیمارستانی خیریه و درمانی است .بیمارستان رُستَمانی یک بیمارستان تخصصی دولتی در شهر پارسیان (نام پیشین: گاوبندی) در  غرب استان هرمزگان در جنوب ایران است که زیرنظر دانشگاه علوم پزشکی هرمزگان فعالیت می‌کند و از سال ۱۳۸۱ فعالیت خود را آغاز کرده‌است.
قرارگرفتن شهر پارسیان در محور اتصال استان‌های بوشهر، هرمزگان و فارس به پارس جنوبی باعث شده تا  اهالی شهرها و روستای اطراف و نیز کارکنان پارس جنوبی هم برای دریافت خدمات بهداشتی و درمانی به بیمارستان رستمانی مراجعه کنند.

## تاریخچه
بیمارستان ۶۴ تخت‌خوابی رستمانی در تاریخ ۲۲ بهمن ماه ۱۳۸۱ با همت دو خیر به نام‌های حاج عبدالله رستمانی و حاج عبدالواحد رستمانی با صرف هزینه‌ای بالغ بر ۵۰ میلیارد ریال با تمامی تأسیسات و تجهیزات پزشکی به بهره‌برداری رسید. 

## بخش‌ها
بیمارستان رستمانی دارای بخش‌های عمومی همچون اورژانس، درمانگاه، دیالیز، سی‌سی‌یو، ان آی‌سی‌یو، کودکان، زنان، داخلی، اورتوپدی، چشم‌پزشکی، گوش و حلق و بینی، قلب، اورولوژی، سی‌تی‌اسکن، سونوگرافی و رادیولوژی دیجیتال  و نیز بخش‌های جراحی عمومی، زنان و زایمان، کودکان، داخلی است.
دارا بودن  هفده واحد مسکونی ویلایی مجهز و همچنین مهمان‌سرای مردانه و زنانه ویژه همراهان بیمار و تجهیزات پیشرفته پزشکی پیشرفته در بخش‌های مختلف از دیگر امکاناتی است که به گفته مسئولان این بیمارستان نمونه آن در کمتر بیمارستان دولتی در سطح کشور وجود دارد.
در مرداد ۱۳۹۴ از سوی وزارت بهداشت، درمان و آموزش پزشکی بیمارستان رستمانی پارسیان بر اساس شاخص‌های سلامت مادر و نوزاد و ترویج زایمان طبیعی و اجرای استانداردهای جهانی موفق به کسب عنوان «بیمارستان دوستدار مادر» شد. در مهرماه ۱۳۹۴ هم این بیمارستان به همراه کودکان بندرعباس به عنوان مجریان برتر برنامه ارتقاء کیفیت هتلینگ در کشور شناخته شدند.
تخصص‌ها
تخصصها وبخش‌های موجود در این بیمارستان عبارت‌اند از:
- داخلی
- جراحی .
- بخش داخلی
- زنان و زایمان
- کودکان

## منبع
- د. علی، بن معیوف، حسن،. (العلاج فی محافظة هرمزجان و دول الخلیج)  ج۱. چاپ وانتشار سال ۱۹۹۸ میلادی.